# Nils Jonsson (borgmästare)
Nils Jonsson, död 2 november 1663 i Norrköping, var en svensk borgmästare i Norrköping.

## Biografi
Nils Jonsson var kammarskrivare och blev 9 mars 1625 befallningsman på Johannisborg vid Norrköping, tillika proviantmästare. 1656 blev han vice lagman i Östergötlands lagsaga och 13 september 1659 borgmästare i Norrköping. Nils Jonsson avstod tjänsten som borgmästare 12 januari 1661 till sin måg Johan Persson Moretus. Han avled 1663 i Norrköping och begravdes 3 januari 1664 i S:t Olai kyrka, Norrköping.

### Egendom
Han fick 4 oktober 1624 och 3 mars 1628 av konung Gustaf II Adolf i donation hemman av kronans ägor vid Norrköping. Nils Jonsson fick även 9 juni 1645 och 4 februari 1646 av drottning Christina många hemman, däribland Klingstad i Kullinge socken, Östergötlands län. Den 12 april 1651 fick han ytterligare förläning och 15 september 1657 frälsemannarätt för sig och arvingar jämte försäkran om adelskap för sina söner, därest de gjorde sig av en sådan nåd förtjänta.

### Familj
Nils Jonsson gifte sig omkring 1611 med Elisabet Jespersdotter (1590–1666). De fick tillsammans sonen landshövdingen Jonas Klingstedt (1626–1691) i Kronobergs län. Barnen tog efternamnet Klingius efter gården Klingstad i Kullinge socken.